# Хандсурен, Сандагдор
Сандагдор Хандсурен (род. 5 мая 1940, Улан-Батор) — монгольская шахматистка, международный мастер среди женщин (1972).
Чемпионка Монголии 1968 года.
В составе национальной сборной участница 2-х олимпиад (1963 и 1972).

## Изменения рейтинга
| Графики недоступны из-за технических проблем. См. информацию на Фабрикаторе и на mediawiki.org. |